# Жълт варан
Жълтите варани (Varanus flavescens) са вид влечуги от семейство Варанови (Varanidae).
Разпространени са в северните части на Южна Азия.
Таксонът е описан за пръв път от британския генерал Томас Хардуик през 1827 година.